# Право на здорове довкілля

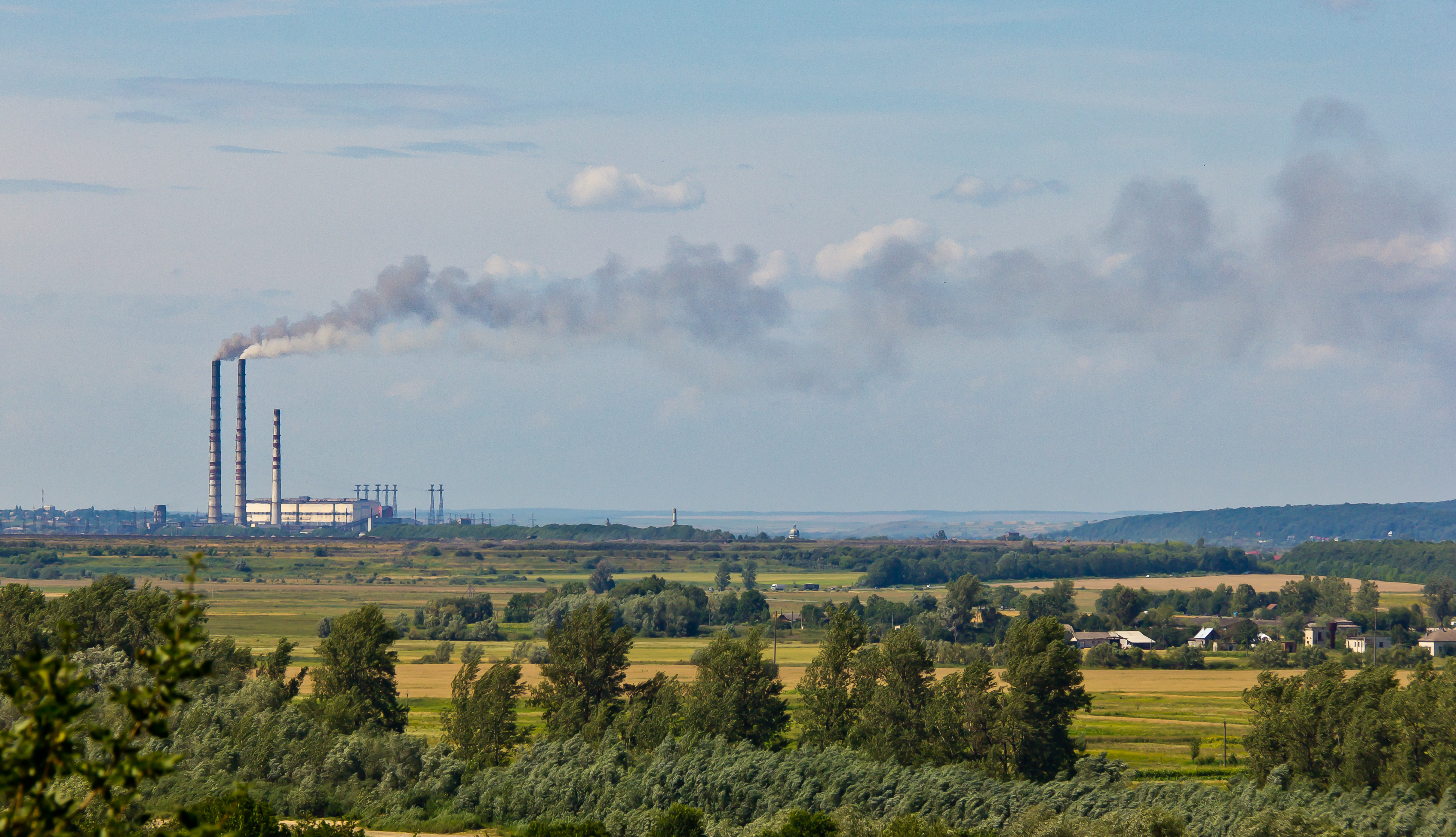
Бурштинська теплова електростанція

Право на здорове довкілля або право на стійке та здорове довкілля — це право людини, яке захищають правозахисні організації та екологічні організації для захисту екологічних систем, що забезпечують здоров'я людини. Це право взаємопов’язане з іншими правами людини, такими як право людини на воду та санітарію, право на їжу та право на охорону здоров'я. Право на здорове довкілля використовує правозахисний підхід для захисту якості довкілля, на відміну від правової теорії, розробленої для прав природи, яка намагається розширити права людей або інших юридичних осіб на природу.
Право зобов'язує державу регулювати та виконувати екологічне законодавство, контролювати забруднення довкілля та іншими шляхами забезпечувати справедливість та захист громад, яким шкодить екологічна проблема. Право на здорове довкілля було важливим правом для створення екологічних правових прецедентів для судових процесів про зміни клімату та інших екологічних проблем.
Право на здорове довкілля є основою поняття прав людини та зміни клімату. Такими міжнародними угодами. зокрема, є Стокгольмська декларація 1972 року, Декларація Ріо-де-Жанейро 1992 року та Глобальний пакт про довкілля. Понад 150 держав ООН визнали це право в тій чи іншій формі через законодавство, судовий процес, конституційне право, договірне право чи інші юридичні норми. Африканська хартія прав людини і народів, Американська конвенція про права людини та Ескасуська угода мають положення про право на здорове довкілля . Інші рамкові документи про права людини, такі як Конвенція про права дитини, питання екології згадуються тією мірою, якою вони пов'язані з основними напрямками документу, в цьому випадку прав дітей .
В Україні право на безпечне для життя і здоров’я довкілля закріплене у статті 50 Конституції, що належить до Розділу ІІ «Права, свободи та обов'язки людини і громадянина»: «Кожен має право на безпечне для життя і здоров'я довкілля та на відшкодування завданої порушенням цього права шкоди. Кожному гарантується право вільного доступу до інформації про стан довкілля, про якість харчових продуктів і предметів побуту, а також право на її поширення. Така інформація ніким не може бути засекречена».
Спеціальні доповідачі ООН з прав людини та навколишнього середовища Джон Нокс (2012–2018) та Девід Бойд (2018–дотепер) зробили рекомендації щодо формалізації цих прав у міжнародному праві. Це було схвалено низкою комітетів на рівні ООН, а також місцевими юридичними організаціями, такими як Колегія адвокатів Нью-Йорка у 2020 році .